# Црква Свете Тројице (Дунафелдвар)
Црква Свете Тројице је један од православних храмова Српске православне цркве у Дунафелдвару (мађ. Dunaföldvár). Црква припада Будимској епархији Српске православне цркве.
Црква је посвећена Светој Тројици.

## Историјат
Почетком 18. века Срби су подигли мању цркву, или су само обновили ону из 17. века. Садашња и највероватније трећа по реду српска црква у Дунафелдвару подигнута је 1787. године у барокном стилу, са елементима неокласицизма. 
Црква је типична познобарокна једнобродна грађевина, наглашене висине брода и торња, али без архитектонских особености. Архитектоника и дуборез иконостаса су у неокласицистичком стилу.
Иконе у иконостасу је, 1801. године, осликао познати српски сликар Павле Ђурковић (1772-1830), који је тих година живео у Будиму. Централна икона на иконостасу је Света Тројица која се налази изнад царских двери.
Црква Свете Тројице у Дунафелдвару је парохија Архијерејског намесништва будимског чији је Архијерејски намесник Протојереј Зоран Остојић. Администратор парохије је протојереј Радован Савић. 